# Garvay Andor
Garvay Andor (Máramarossziget, 1875. augusztus 13. – Amerikai Egyesült Államok, 1927. április 8.) újságíró, színműíró.

## Munkássága
Évekig az Egyetértés, majd Az Ujság című lapok belső munkatársa volt. Az első világháború előtt Amerikába költözött. Eleinte New Yorkban magyar lapoknál működött, majd hosszabb ideig gyári munkás volt. Cikkeiben a szegények és elnyomottak életét festette le erős szociális érzékkel. Színművei a szenvedélyek kiélezett összeütköztetésével és csattanós felvonásvégekkel nagy sikert arattak. Több egyfelvonásosán kívül egész estét betöltő színművei:
- A pénz (1908. Vígszínház) Online
- A becstelen (1910. Nemzeti Színház)
- Bent az erdőben (Benn az erdőn) (1913. ősbemutató: Budai Színkör): ebből a műből 1918-ban Nőstényfarkas címmel Garas Márton némafilmet forgatott Fedák Sári, Ráchel (a nőstényfarkas) címszereplésével; 2015-ben Farkasasszony címen Pozsgai Zsolt rendezett tévéfilmet Auksz Éva, Ráchel (a farkasasszony) címszereplésével.
- Három ember dolga (1915), dráma, Békéscsaba, Tevan. (E mű szintén alapjául szolgált Pozsgai Farkasasszony tévéfilmjének)